# Lillgrundet, Larsmo
Lillgrundet är en ö i Finland. Den ligger i Bottenviken och i kommunen Larsmo i landskapet Österbotten, i den nordvästra delen av landet. Ön ligger omkring 96 kilometer nordöst om Vasa och omkring 430 kilometer norr om Helsingfors.
Öns area är 5,5 hektar och dess största längd är 360 meter i öst-västlig riktning. Närmaste större samhälle är Jakobstad, 19,9 km söder om Lillgrundet.